# Stavento
Stavento — грецький хіп-хоп гурт.
Stavento створений 2004 року в місті Александруполіс Міхалісом Квінелісом, Костасом Латтасом і Євою Каната. Після запису другого студійного альбому Єва залишила гурт, і її замінила Александра Коніак, а одного із засновників гурту Латтаса замінив Янніс Руссунелос (також відомий як Moixo24). Крім того із гуртом співпрацювала Клеопатра Евангелатос.
Тексти пісень пише Міхаліс Квінеліс, відомий як ICU, він також відповідає за продакшн. Найбільший успіх донині мали пісні гурту «Όμορφη», «Πόσο ακόμα», «Ola Kala Tha Pane» та кілька дуетів: «Mesa Sou» — із Єленою Папарізу, «San Erthi I Mera» — із Іві Адаму, «Pidao Ta Kimata» — із Паолою.
Stavento номінувалися на отримання музичної премії MAD Video Music Awards 2008, 2009 і 2011 року. Однак перемогу в номінації «Найкращий відеокліп — хіп-хоп» принесла лише 2011 року пісня «San Erthi I Mera».

## Дискографія
Альбоми
- To pio Gluko Methisi
- Grifos
- Simera to Giortazo
- Mia fora kai enan kairo

Сингли
- To pio gluko methisi
- Grifos
- Mesa sou
- Simera to giortazo
- Mesa sou
- Ston Kosmo mas
- San Erthei h mera

## Нагороди
- 2014 MAD Video Music Awards: Найкращий дует/співпраця (Stavento Feat. Дімос Анастасіадіс «Βουτιά Στο Κενό»)[2]
- 2015 MAD Video Music Awards: Найкращий відеокліп —урбан - Στην Άκρη Του Κόσμου (Feat. Елена Папарізу)[3]